# البحث عن الفكاهة في العالم الإسلامي (فلم)
البحث عن الفكاهة في العالم الإسلامي هو فيلم أمريكي صدر عام 2005 بطولة وإخراج ألبرت بروكس. عُرض في مهرجان دبي السينمائي الدولي.

## الملخص
إن الفلم هو طلب من حكومة الولايات المتحدة إلى ألبرت بروكس، الممثل الكوميدي الأمريكي اليهودي، للسفر إلى الهند وباكستان لمعرفة "ما الذي يضحك المسلمين". ويشير الفلم إلى أفلام بروكس السابقة، بما في ذلك "البحث عن نيمو" و"ضائع في أمريكا" و "الدفاع عن حياتك "، بالإضافة إلى أعماله الفكاهية السابقة.
عند وصوله إلى الهند، بدأ بروكس في إجراء المقابلات مع الهنود وجمع المواد اللازمة للمقال المكون من 500 صفحة والذي كان من المتوقع أن يكتبه من الحكومة. يساعده اثنان من العملاء (الذين يساعدون في الواقع قليلًا) وامرأة هندية تدعى مايا (شيتال شيث)، والتي عُينَت كمساعدة له.
بدأت مقابلات بروكس وأدائه الفكاهي الفاشل في جذب انتباه الحكومة الهندية، التي تخشى أن يكون جاسوسًا من نوع ما. بسبب عدم تمكنه من الحصول على تأشيرة، يدخل بروكس باكستان بطريقة غير شرعية لمدة أربع ساعات لإجراء مقابلات مع عدد من الفكاهيين الباكستانيين الناشئين، وتصبح الحكومة الهندية أكثر جنونًا، وتزيد من الرقابة على الحدود. وأثار هذا الإجراء حالة من الفزع في باكستان، التي ردت باتخاذ إجراءات أمنية خاصة بها.
مع تزايد التوتر بين البلدين، تأمر الحكومة الأميركية بروكس بمغادرة البلاد والعودة إلى أميركا. ويقال لاحقًا إن التوتر بين باكستان والهند تم حله بعد أن علموا أن كل شيء كان خطأ بروكس. وكشفت التقارير أن مايا أرسلت ما جاء في التقرير إلى واشنطن، لكنها لم تتلق أي اعتراف.

## الطاقم
- ألبرت بروكس في دوره
- إيمي رايان في دور إميلي
- شيتال شيث في دور مايا
- فريد دالتون تومسون في دوره
- بيني مارشال في دورها
- ماركو خان في دور الممثل الكوميدي الباكستاني

## الاستقبال
تلقى الفيلم آراء متباينة من النقاد. وفقًا لموقع روتن توميتو، حصل الفيلم على تقييم 43% بناءً على مائة وتسعة مراجعة. يذكر إجماع الموقع: "على الرغم من أن المقدمة تبدو ناضجة للضحك، إلا أن ألبرت بروكس ليس قاسيًا أو ذكيًا بما يكفي لتنفيذها." على ميتاكريتيك، حصل الفيلم على متوسط درجة موزونة تبلغ 53 من 100 بناءً على 35 مراجعة، مما يشير إلى "مراجعات مختلطة أو متوسطة."
في مراجعة إيجابية، كتب ناثان رابين في إيه في كلوب، "يحقق الفلم نجاحًا باهرًا سواء كفكاهة أو كتحليل ذكي للفكاهة. كما أنه يهتم على حد سواء بإثارة الضحك واستكشاف كيفية تأثير الثقافة واللغة على طريقة معالجة الناس للفكاهة."

## طالع أيضًا
- الفكاهة في الإسلام[الإنجليزية]